# Xã North Middleton, Quận Cumberland, Pennsylvania
Xã North Middleton (tiếng Anh: North Middleton Township) là một xã thuộc quận Cumberland, tiểu bang Pennsylvania, Hoa Kỳ. Năm 2010, dân số của xã này là 11.143 người.